# Walerian Niedźwiecki
Walerian Niedźwiecki (ur. 6 stycznia 1897 w Krymidowie, zm. 1940 w ZSRR) – polski ziemianin, działacz społeczny, kapitan rezerwy piechoty Wojska Polskiego, poseł na Sejm II i III kadencji (1928-1935) w II RP, ofiara zbrodni katyńskiej.

## Życiorys
Urodził się 6 stycznia 1897 w Krymidowie koło Horożanki na obszarze powiatu stanisławowskiego. Był synem Karola (ziemianin) i Adeli. Od 1912 działał w Polskich Drużynach Strzeleckich we Lwowie. Odbywał ćwiczenia w VIII Lwowskiej Drużynie Skautowej. Zdał maturę w II Szkole Realnej we Lwowie. Do 1914 ukończył rok studiował w Szkole Politechnicznej we Lwowie.
Po wybuchu I wojny światowej wstąpił do Legionów Polskich. W sierpniu 1914 był sekcyjnym I batalionu. Później służył w III plutonie I batalionu w składzie I Brygady do września 1914. Przebywał na leczenie. Odbył kształcenie w Szkole Podchorążych w Marmarosz-Sziget od grudnia 1914 do końca stycznia 1915. Służył w 3 pułku piechoty w składzie II Brygady, a od połowy 1915 służył w III batalionie 4 pułku piechoty w składzie III Brygady. Został awansowany do stopnia chorążego piechoty 15 listopada 1915, następnie mianowany podporucznikiem piechoty 18 sierpnia 1916. Brał udział w walkach na Lubelszczyźnie i na Wołyniu. Po kryzysie przysięgowym we wrześniu 1917 został wcielony do armii austriackiej i dokonał dezercji z jej szeregów. Później działał w Polski Organizacji Wojskowej.
W listopadzie brał udział w obronie Lwowa w trakcie wojny polsko-ukraińskiej służąc w stopniu podporucznika w Odcinku VI., pododcinek Kleparów. Po odzyskaniu przez Polskę niepodległości w 1918 został przyjęty do Wojska Polskiego. Służył w sztabie 2 Dywizji Piechoty Legionów. Latem 1920 brał udział w obronie Warszawy podczas wojny polsko-bolszewickiej w szeregach Armii Ochotniczej. Od 1 sierpnia 1921 był szefem Oddziału II Informacyjnego w Dowództwie Okręgu Generalnego „Kielce”. Analogiczną funkcję sprawował w Dowództwie Okręgu Generalnego „Lwów”. Był przydzielony do 4 pułku piechoty Legionów. Z dniem 12 września 1921 został przeniesiony do rezerwy. Został awansowany do stopnia kapitana rezerwy piechoty ze starszeństwem z dniem 1 czerwca 1919. W 1923, 1924 był oficerem rezerwowym 17 pułku piechoty w garnizonie Rzeszów. W 1934 był oficerem rezerwowym 48 pułku piechoty i pozostawał wówczas w ewidencji Powiatowej Komendy Uzupełnień Stanisławów.
Ukończył studia rolnicze. Prowadził rodzinny majątek ziemski w Krymidowie (ukr. Кримидів, gmina Horożanka). Pełnił funkcję prezesa Związku Zawodowego Rolników, był wiceprezesem Delegatury Małopolskiego Tow. Rolniczego w Stanisławowie. Należał do Związku Strzeleckiego, Związku Legionistów Polskich, Towarzystwa Szkoły Ludowej, zasiadał w zarządie Wojewódzkiej Komisji Rolnej.
Był wybierany posłem na Sejm II (1928–1930) i III (1930–1935) z ramienia BBWR w okręgu Stanisławów. Zasiadał w Komisji Robót Publicznych (1928–1930) i w Komisji Wojskowej (1928-1935).
Po wybuchu II wojny światowej zmobilizowany w 48 pułku piechoty Strzelców Kresowych ze Stanisławowa. Po agresji ZSRR na Polskę z 17 września 1939 został aresztowany przez funkcjonariuszy NKWD. Był przetrzymywany we Lwowie. Na wiosnę 1940 został zamordowany przez NKWD w Bykowni. Jego nazwisko znalazło się na tzw. Ukraińskiej Liście Katyńskiej opublikowanej w 1994 (został wymieniony na liście wywózkowej 55/4-6 oznaczony numerem 2046). Został pochowany na otwartym w 2012 Polskim Cmentarzu Wojennym w Kijowie-Bykowni.
19 listopada 1920 roku dowódca Okręgu Generalnego Kielce zezwolił mu na zawarcie związku małżeńskiego z Anną Gołębską ze Lwowa.

## Odznaczenia i ordery
- Krzyż Niepodległości (1931)
- Krzyż Walecznych – trzykrotnie